# Польша на зимних Олимпийских играх 1960
Польша принимала участие в Зимних Олимпийских играх 1960 года в Скво-Велли (США) в восьмой раз за свою историю, и завоевала одну бронзовую и одну серебряную медали. Сборную страны представляли 13 спортсменов, в том числе 6 женщин, состязавшиеся в четырёх дисциплинах:
- Лыжные гонки — наибольшего успеха достигли женщины в эстафете, остановившись в шаге от призовых мест;
- Лыжное двоеборье;
- Прыжки с трамплина;
- Конькобежный спорт — в гонке на 1500 метров обе польские бегуньи заняли места на пьедестале.

## Серебро
- Конькобежный спорт, женщины, 1500 метров — Эльвира Серочиньская.

## Бронза
- Конькобежный спорт, женщины, 1500 метров — Хелена Пилейчик.

## Лыжные гонки

### Мужчины
| Дисциплина | Спортсмен             | Результат      | Результат |
| Дисциплина | Спортсмен             | Время          | Место     |
| ---------- | --------------------- | -------------- | --------- |
| 15 км      | Анджей Матея          | 58:09.1        | 43        |
| 15 км      | Юзеф Гут Мисяга       | 58:03.6        | 41        |
| 15 км      | Казимеж Зелек         | 55:59.4        | 28        |
| 15 км      | Юзеф Рысула           | 54:13.3        | 18        |
| 30 км      | Юзеф Гонсеница-Собчак | 2’06:12.7      | 34        |
| 30 км      | Анджей Матея          | 2’01:54.7      | 23        |
| 30 км      | Казимеж Зелек         | 2’01:27.1      | 22        |
| 50 км      | Анджей Матея          | Не финишировал | -         |

### Мужская эстафета 4 × 10 км
| Спортсмены                                             | Результат | Результат |
| Спортсмены                                             | Время     | Место     |
| ------------------------------------------------------ | --------- | --------- |
| Анджей Матея Юзеф Рысула Юзеф Гут Мисяга Казимеж Зелек | 2’26:25.3 | 6         |

### Женщины
| Дисциплина | Спортсменка              | Результат | Результат |
| Дисциплина | Спортсменка              | Время     | Место     |
| ---------- | ------------------------ | --------- | --------- |
| 10 км      | Хелена Гонсеница-Даниэль | 45:08.2   | 21        |
| 10 км      | Анна Кшептовска-Жебрацка | 44:36.1   | 20        |
| 10 км      | Юзефа Чернявска-Пекса    | 42:45.5   | 14        |
| 10 км      | Стефания Бигун           | 42:45.5   | 13        |

### Женская эстафета 3 x 5 км
| Спортсменки                                                   | Результат | Результат |
| Спортсменки                                                   | Время     | Место     |
| ------------------------------------------------------------- | --------- | --------- |
| Стефания Бигун Хелена Гонсеница-Даниэль Юзефа Чернявска-Пекса | 1’07:24.6 | 4         |

## Лыжное двоеборье
Двоеборье состояло из прыжков с трамплина — из трёх попыток две шли в зачёт, и гонки на 15 километров.
| Спортсмен    | Прыжки с трамплина | Прыжки с трамплина | Прыжки с трамплина | Прыжки с трамплина | Лыжная гонка | Лыжная гонка | Лыжная гонка | Сумма   | Сумма |
| Спортсмен    | Дистанция 1        | Дистанция 2        | Очков              | Место              | Время        | Очков        | Место        | Очков   | Место |
| ------------ | ------------------ | ------------------ | ------------------ | ------------------ | ------------ | ------------ | ------------ | ------- | ----- |
| Юзеф Карпель | 56.5               | 65.0               | 194.5              | 25                 | 1’02:14.0    | 225.484      | 16           | 419.984 | 19    |

## Прыжки с трамплина
| Спортсмен        | Прыжок 1   | Прыжок 1 | Прыжок 1 | Прыжок 2   | Прыжок 2 | Прыжок 2 | Сумма | Сумма |
| Спортсмен        | Расстояние | Очки     | Место    | Расстояние | Очки     | Место    | Очки  | Место |
| ---------------- | ---------- | -------- | -------- | ---------- | -------- | -------- | ----- | ----- |
| Владислав Тайнер | 78.5       | 87.6     | 39       | 79.5       | 100.6    | 23       | 188.2 | 31    |

## Конькобежный спорт

### Женщины
| Дисциплина | Спортсменка          | Результат       | Результат |
| Дисциплина | Спортсменка          | Время           | Место     |
| ---------- | -------------------- | --------------- | --------- |
| 500 м      | Хелена Пилейчик      | 48.2            | 12        |
| 500 м      | Эльвира Серочиньская | 46.8            | 6         |
| 1000 м     | Эльвира Серочиньская | Не финишировала | -         |
| 1000 м     | Хелена Пилейчик      | 1:35.8          | 5         |
| 1500 м     | Хелена Пилейчик      | 2:27.1          | 3         |
| 1500 м     | Эльвира Серочиньская | 2:25.7          | 2         |
| 3000 m     | Эльвира Серочиньская | 5:27.3          | 7         |
| 3000 m     | Хелена Пилейчик      | 5:26.2          | 6         |